# Gliese 832
Gliese 832 (Gl 832 hoặc GJ 832) là sao lùn đỏ thuộc hệ thống phân loại các ngôi sao dựa trên sự phân tích độ sáng M2B trong chòm sao ở phía nam Thiên Hạc. Độ sáng biểu kiến là 8,66 đồng nghĩa là ngôi sao này không đủ sáng để có thể nhìn thấy bằng mắt thường. Ngôi sao này nằm ở gần Mặt trời, cách mặt trời 16,1 năm ánh sáng và có chuyển động riêng lớn với 818,93 mas mỗi năm. Gliese 832 có trọng lượng và bán kính chưa bằng một nửa của Mặt trời. Chu kỳ quay của nó được tính vào khoảng 46 ngày; Độ tuổi của ngôi sao này vào khoảng 9,5 tỉ năm.
Năm 2014, Gliese 832 được thông báo là có một hành tinh có khả năng hỗ trợ sự sống. Ngôi sao này đạt điểm cận nhật vào khoảng 52.920 năm trước, khi nó đi vào khoảng cách 15.710 ly (4.817 pc) đến Mặt trời.

## Hệ thống hành tinh
Gliese 832 có hai hành tinh đã xác định quay quanh ngôi sao chủ.

### Khám phá hành tinh Gliese 832 b
Tháng 9 năm 2008, một hành tinh giống sao Mộc, được đặt tên là Gliese 832 b, đã được phát hiện trong chu kì dài, quỹ đạo xoay quanh ngôi sao chủ. Đó là một hành tinh khí khổng lồ, mất khoảng 9 năm hoàn thành quỹ đạo quay quanh ngôi sao chủ của nó.

### Khám phá hành tinh Gliese 832 c

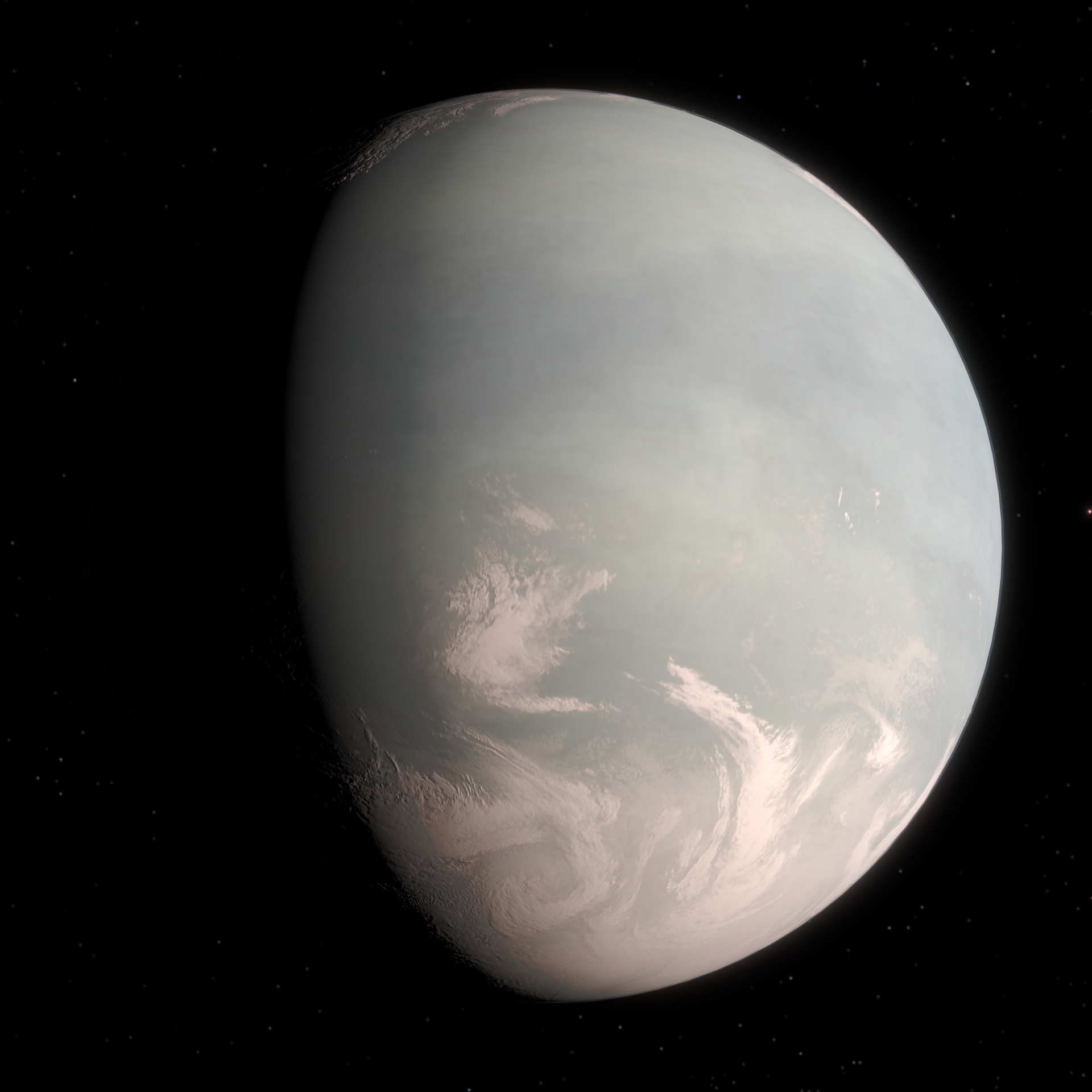
Hình minh họa Gliese 832c
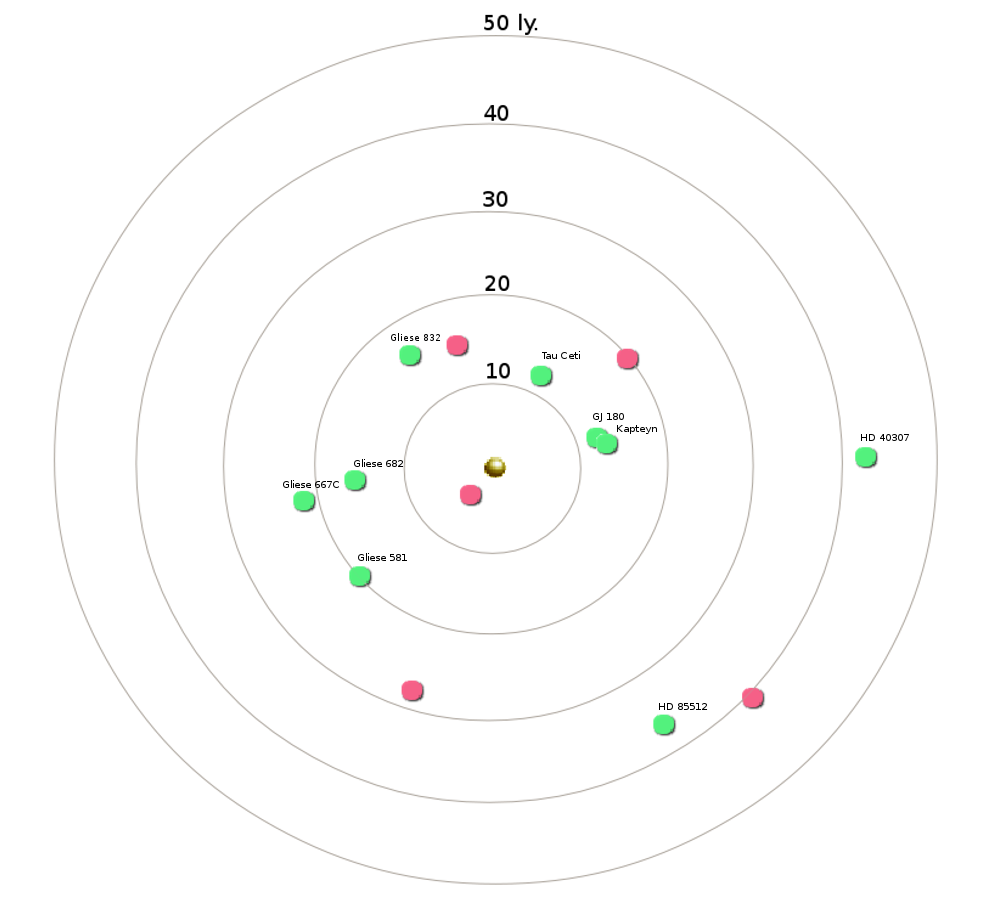
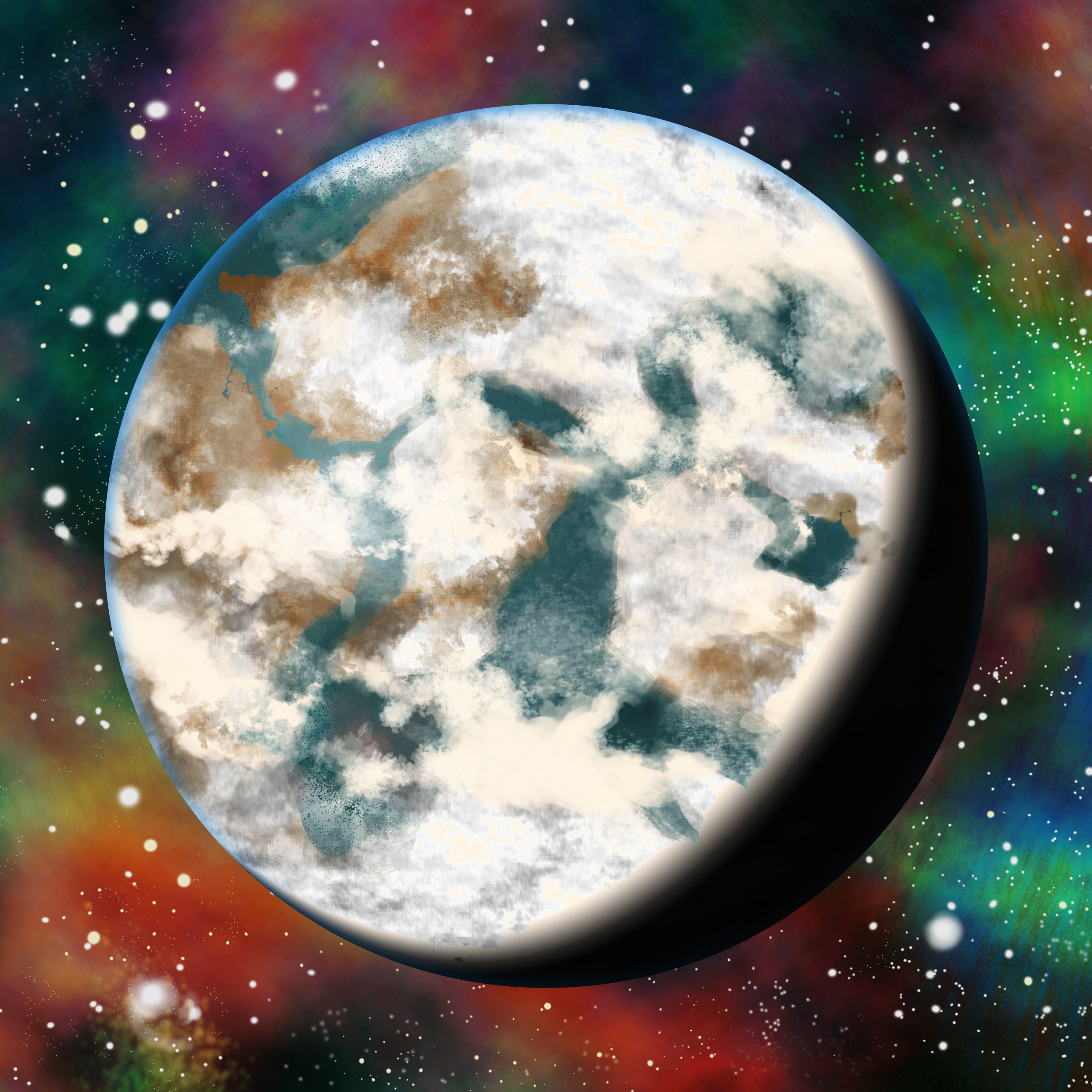
Gliese 832c

Năm 2014, hành tinh thứ hai quay quanh ngôi sao chủ được khám phá bởi các nhà thiên văn học tại trường Đại học New South Wales. Đây là hành tinh được cho là siêu Trái Đất và có được đặt tên khoa học là Gliese 832 c. Ngoại hành tinh này có tên là Gliese 832c, lớn gấp 5 lần Trái Đất và cách Trái Đất 16 năm ánh sáng. Hành tinh này quay quanh ngôi sao chủ Gliese 832, quỹ đạo quay quanh ngôi sao chủ này nằm trong "vùng ở được" - vùng trong đó cho phép nước lỏng tồn tại trên bề mặt hành tinh, có khả năng tồn tại sự sống.
Tiến sĩ Abel Mendez Torres thuộc trường đại học Puerto Rico, cho biết, "Gliese 832c có thể có nhiệt độ, thay đổi mùa, khí quyền trên bề mặt giống Trái Đất".
| Thiên thể đồng hành (thứ tự từ ngôi sao ra) | Khối lượng      | Bán trục lớn (AU) | Chu kỳ quỹ đạo (ngày) | Độ lệch tâm | Độ nghiêng | Bán kính |
| ------------------------------------------- | --------------- | ----------------- | --------------------- | ----------- | ---------- | -------- |
| c                                           | ≥5.4±1 M🜨       | 0.162±0-017       | 35.68±0.03            | 0.18 ± 0.13 | —          | —        |
| b                                           | ≥0.64 ± 0.06 MJ | 3.4 ± 0.4         | 3416 ± 131            | 0.12 ± 0.11 | —          | —        |

### Hành tinh thứ 3
Các nhà nghiên cứu thuộc Đại học tổng hợp Texas tại Arlington, Hoa Kỳ và Viện Vật lý Mặt trời Kiepenheuer tại Freiburg im Breisgau, Đức công bố tài liệu rằng có một vật thể thứ ba quay quanh sao chủ Gliese 832 ở quỹ đạo giữa Gliese 832 b và Gliese 832 c. Vật thể này được dự đoán có khối lượng nằm trong khoảng 1-15 lần khối lượng Trái Đất và có quỹ đạo quanh sao chủ Gliese 832 trong khoảng 0,25-2 AU.